# Astrocyt

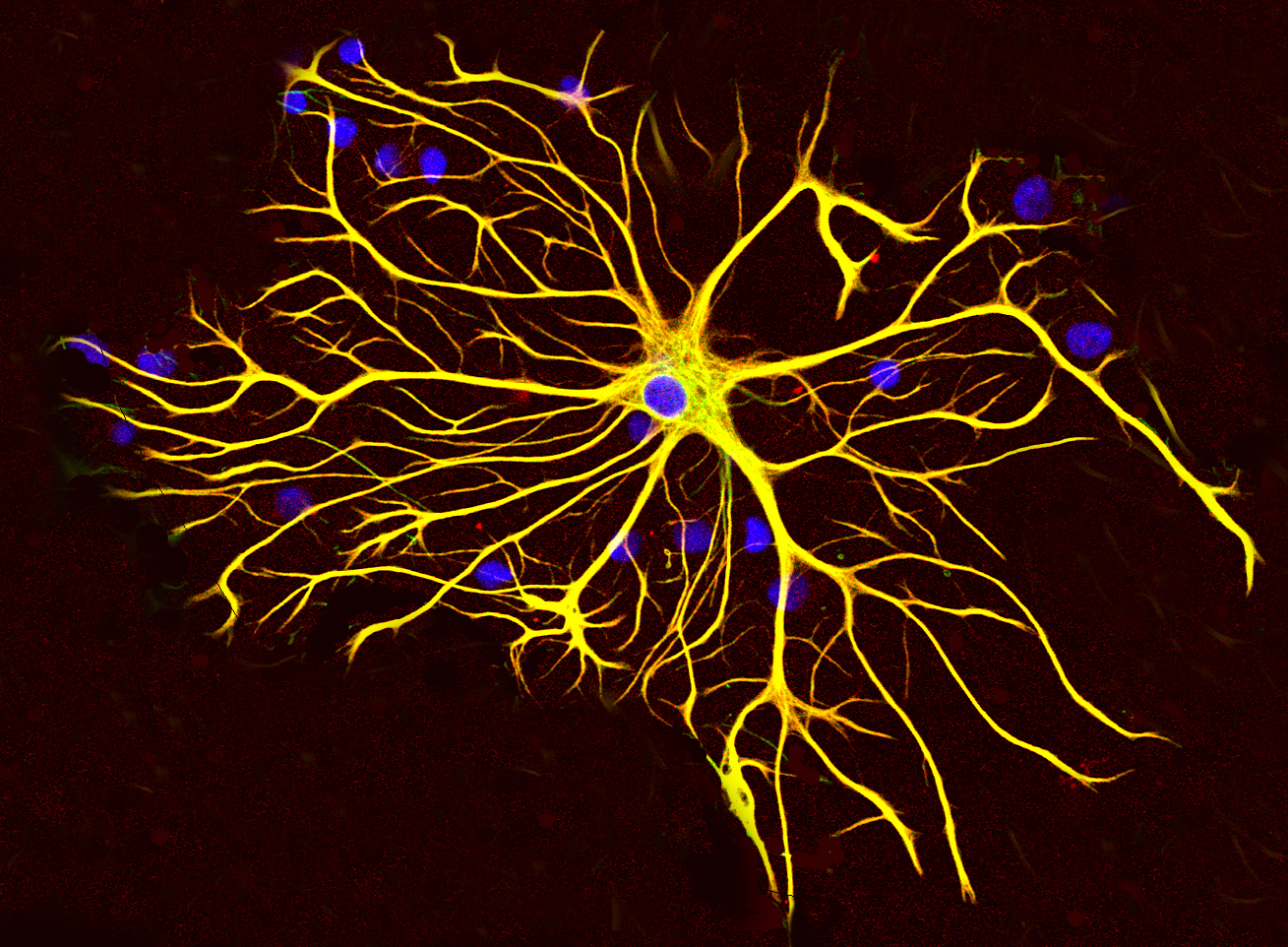
Astrocyt z buněčné kultury

Astrocyty či astroglie jsou buňky patřící do skupiny neuroglie. Jsou to rozvětvené hvězdicovité podpůrné buňky s dlouhými výběžky. Jedním výběžkem obvykle přiléhají na stěnu kapiláry a druhým se dotýkají povrchu neuronu. Tím zajišťují jeho výživu.

## Charakteristika
Astrocyty tvoří 20–40 % všech gliových buněk, v kůře je více astrocytů než neuronů, v cerebellu naopak méně. Jeden protoplazmatický astrocyt je v kontaktu s 1-2 miliony neuronů a v souladu s názvem má hvězdicovitý tvar s bohatě ramifikovanými výběžky. Velikost astrocytů se fylogeneticky zvyšuje úměrně komplexnosti mozku. Lidské astrocyty jsou skoro třikrát větší a mají desetkrát více výběžků než astrocyty myší. Transplantace lidských astrocytů myším zlepšuje jejich výkonnost v paměťových testech a v hypothalamu vznikají morfologické změny astrocytů při laktaci nebo dehydrataci. Sousedící astrocyty mají svá nepřekrývající se teritoria.
Propojení astrocytů je realizováno přes mezerový spoj (gap junction), což je rychlá kalciová signalizace a lokální elevace kalcia se šíří na okolní astrocyty. Nově byla popsána též diferenciovaná role lokální kalciové signalizace v podčástech jednotlivých astrocytů. Klasickým markerem astrocytů je GFAP (glial fibrillary acidic protein), který je spolehlivý marker pro reaktivní astrocyty, za fyziologických okolností ovšem s nízkou senzitivitou, alternativou S100β, EAAT-1 nebo 2, příp. glutamin syntetáza, Aldh1L1 nebo aquaporin-4.

## Trofické a metabolické funkce
Skrze laktátový transportní systém (ang. lactate shuttle) zásobují laktátem neurony, mají strukturální funkci, dále regulují zásoby glykogenu (glukóza via GLUT3) a vychytávají látky z krve (endfeets nasedající na BBB) a transport vody (aquaporiny). Slouží dále pro kontrolu pH, recyklaci neurotransmiterů po jejich uvolnění (glutamát-glutaminový cyklus) a spoluregulují adaptivně průtok cévami mozku v závislosti na lokální neuronální aktivitě.

## Protektivní a detoxifikační funkce
Astrocyty pufrují extracelulární vápník (kritické zejména při zesílené excitační aktivitě, při selhání a nárůstu EC koncentrace K+ a riziku excitotoxicity). Hrají roli při ischemii a epileptogenezi. Vychytávají glutamát a GABA skrze glutamátové transportéry EAAT1-2 (GLAST, resp. GLT) a GAT. Astrocyty chrání před oxidativním stresem. Má se za to, že jsou základem hematoencefalitické bariéry glia limitans (perivaskulární). Existují ještě perimengeální a příp. perilesionální glia limitans.

## Reparační procesy (astroglióza)
Mezi hlavní procesy patří reaktivní astroglióza, tj. zvýšený výskyt reaktivních astrocytů v místě poranění, separace patologických ložisek v parenchymu od okolní zdravé tkáně (perilesionální glia limitans) a o tvorba gliové jizvy tvořící funkční bariéru a ochrana zdravého parenchymu. Astrocyty dále regulace záněty a migraci leukocytů do CNS a reaktivní astrocyty uvolňují cytokiny (např. TNF-α) a mohou exprimovat MHC II.

## Modulace synaptické transmise
Astrocyty tvoří tripartitní synapse (perisynaptické výběžky astrocytů u obousměrné komunikace mezi astrocyty a pre- i postsynaptickými neurony), astrocyty exprimují senzory synaptické aktivity, AMPAR (neobvyklá permeabilita pro kalcium, Q/R editing) a NMDAR (neobvyklé složení s GluN3 podjednotkou značí Mg2+ necitlivost, tj. aktivuje Glu i při klidovém membránovém potenciálu) a mGluR zachycující funkčně významné změny exprese s věkem, přitom mGluR5 v dospělosti neexprimován, což je podle některých názorů zpochybnění stávajícího konceptu tripartitní synapse. Dále dochází k elevaci cytosolického kalcia v důsledku synaptické aktivity a exprimaci endkanabinoidní CB1 ad.
Astrocyt uvolňují gliotransmitery (modulace excitability neuronů přes glutamát, d-serin, ATP) a tvoří expresi receptorů, účastní se kalciová signalizace. Mají podíl na regulací vývoje CNS, např. diferenciálně exprimují semaforiny ve ventrálních a dorzálních rozích míšních, čímž mají vliv na prorůstání axon a radiální glie tvoří scaffolding tkáně.

## Patologie
Role v patofyziologii řady patologických procesů, např. ischemie, neurodegenerace (Alzheimerova choroba ad., roztroušená skleróza, epileptogeneze anebo Huntingtonova nemoc).